# Château de Frontenay
Le château de Frontenay est une forteresse privée du XIIe siècle à Frontenay dans le Jura. Le château est en parfait état de conservation, ouvert au tourisme l'été et aux séminaires toute l'année.
Il fait l’objet d’une inscription au titre des monuments historiques depuis le 8 novembre 1991.

## Historique
La première mention de l’existence du château de Frontenay date de 1109, date à laquelle les premiers seigneurs de Frontenay étaient apparentés aux comtes de Bourgogne.
Au XIVe siècle, Jean de Chalon, seigneur d’Arlay, fait construire un énorme donjon flanqué de tours pour protéger la route du sel menant à Salins.
En 1446, le seigneur Louis II de Chalon-Arlay (Maison de Chalon-Arlay) confie le château à un de ses écuyers, Gauthier de Fallerans qui le transmet à ses descendants (Fallerans, Visemal, Montrichard, Chamberet, et Sury d’Aspremont) jusqu'à ce jour (600 ans de continuité familiale).
En 1637, le château est pris par les armées françaises pendant la Guerre de Dix Ans.
Des agrandissements ont été faits aux XVIIIe et XIXe siècles.

## Architecture
Le château est construit sur un site archéologique qui a été inscrit monument historique en même temps que le château le 8 novembre 1991. Le donjon date du XIVe siècle et le fossé a été comblé au XVIIIe siècle pour construire les communs. Un corps de bâtiment porte la date de 1773, un autre s'est écroulé en 1946.

## Galerie

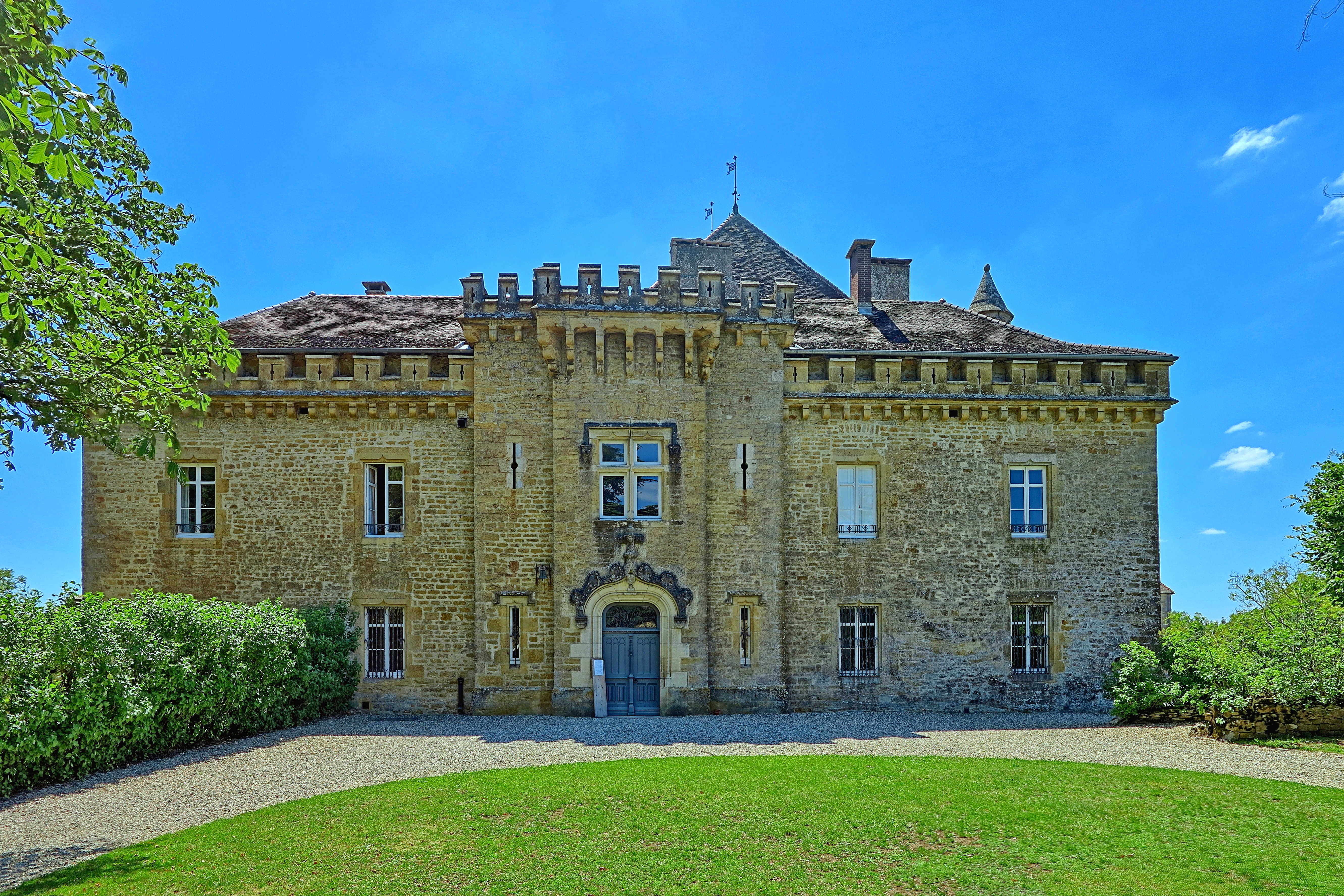
La façade du logis (XVIIIe siècle).
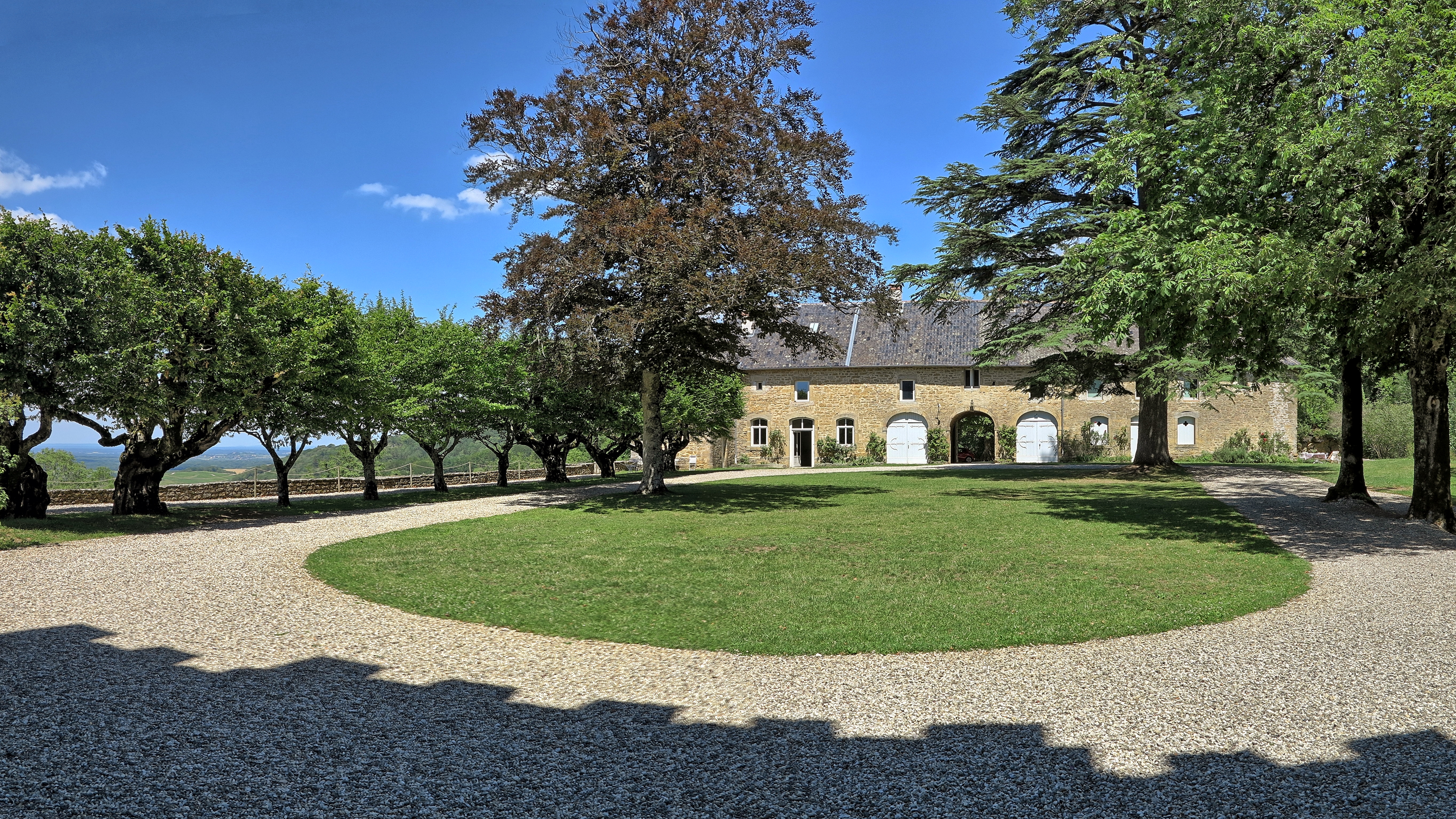
La cour et les communs.
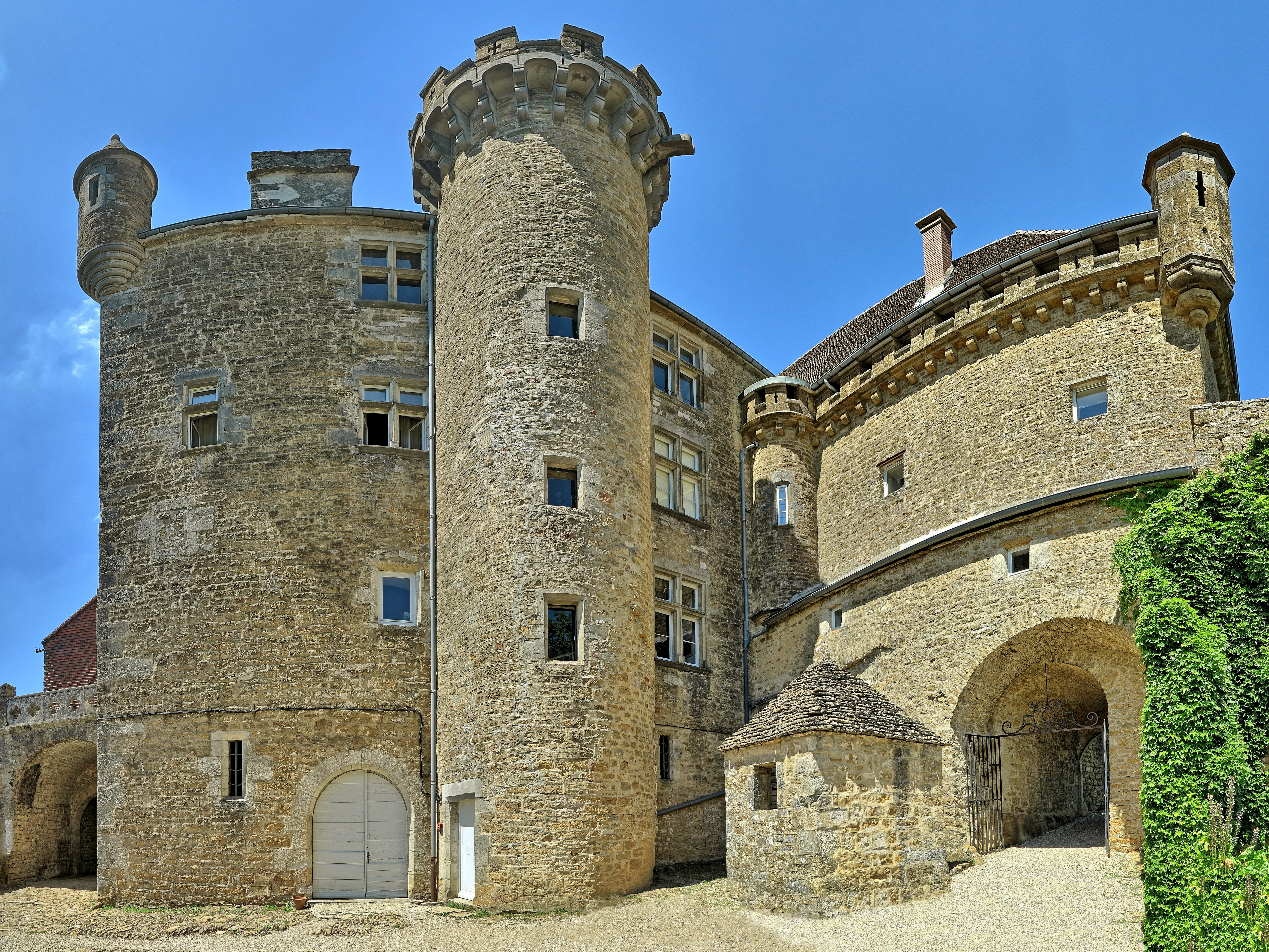
Le donjon avec la tour d'escalier coté sud.

## Tourisme
Le château de Frontenay est ouvert de mai à octobre, à l’accueil de sessions, de séminaires, de réceptions, de mariages avec une capacité de repas pour 150 personnes. En été, des visites guidées sont organisées tous les jeudis à 16 h.
Depuis 2007, le château accueille également un festival de jazz baptisé « Jazz à Frontenay » qui se déroule au mois d’août.